# 棚倉町
棚倉町（日语：／ Tanagura machi */?）是位于福島縣東白川郡的一町。江戶時代是棚倉藩的城下町。